# Michael Senft
Michael Senft (* 28. September 1972 in Bad Kreuznach) ist ein deutscher Kanute.
Der Kanuslalomsportler des KSV Bad Kreuznach gewann 1995 Bronze im Mannschaftswettbewerb bei der Weltmeisterschaft. Bei den Olympischen Spielen 1996 in Atlanta gewann er zusammen mit André Ehrenberg Bronze im Zweier-Canadier. Für diesen Medaillengewinn wurden er und Ehrenberg vom Bundespräsidenten mit dem Silbernen Lorbeerblatt ausgezeichnet. Bei der Weltmeisterschaft 1997 gewann er im Zweier Silber im Einzelwettbewerb und Bronze mit der Mannschaft. Bei den Olympischen Spielen 2000 in Sydney gewann er den 8. Platz im Zweier-Canadier.
2002 und 2003 gehörte Senft der Mannschaft an, die bei der Weltmeisterschaft Silber gewann. Bei den Olympischen Spielen 2004 in Athen wurde Senft mit seinem Partner Christian Bahmann Vierter im Zweier-Canadier. 2005 wurden beide zusammen Weltmeister.